# Jaguar XK120
Jaguar XK120 — спортивный автомобиль фирмы «Jaguar», выпускался в период с 1948 по 1954 год.
Максимальная скорость серийного автомобиля — 200.5 км/ч, специально подготовленного — 219.83 км/ч.

## История
Разработки двигателя автомобиля были начаты еще во время Второй мировой войны. Чтобы привлечь внимание к компании перед началом выставки «Earl`s Court Motor Show» в 1948 году новый двигатель был установлен на прототип, названный «Jaguar Super Sports», массовый выпуск которого не предполагался. Но автомобиль был с восторгом встречен публикой, чего совсем не ожидалось компанией и вызвало непредвиденные трудности. Алюминиевые панели прототипа изготавливались вручную и для запуска автоматизированного производства требовалось время. Поэтому массовое производство было запущено только в 1950 году, а в 1949 году было выпущено только 240 таких автомобилей. Автомобиль получил широкое распространение, в том числе и в США.
Jaguar XK120 был самым быстрым серийным автомобилем. В гонках на выносливость «24 часа Ле-Мана» в 1950 году участвовало 3 XK120. Но призовых мест взято не было. В 1951 году компания «Jaguar» выпустила гоночную модификацию автомобиля, названную XK120—C-Type, и в 1951 году Питер Уайтхед и Питер Уокер заняли на нем первое место в Ле-Мане.
Сначала выпускались только родстеры, а с 1951 года начали выпускать купе и в 1953 году — кабриолет. Всего было произведено 12078 автомобилей, 240 из них были выпущены с оригинальным алюминиевым кузовом. Свыше 80% автомобилей ушли на экспорт, подавляющее большинство в США.

## Модификации
В 1952 году американский автогонщик Уолт Хансген, владевший машиной Jaguar XK120, перестроил её для участия в гонках при помощи конструктора Эмила Хоффмана. Новинка получила название Hansgen Jaguar. Была сделана более лёгкая рама, дифференциал был заблокирован, использовались рулевое управление от MG TD и гоночный распределительный вал. Степень сжатия двигателя была выше обычного. На протяжении 1953 года Хансген выступал на обновлённой машине в гоночной серии SCCA и выиграл Гран-при Уоткинс-Глена.

## Двигатели

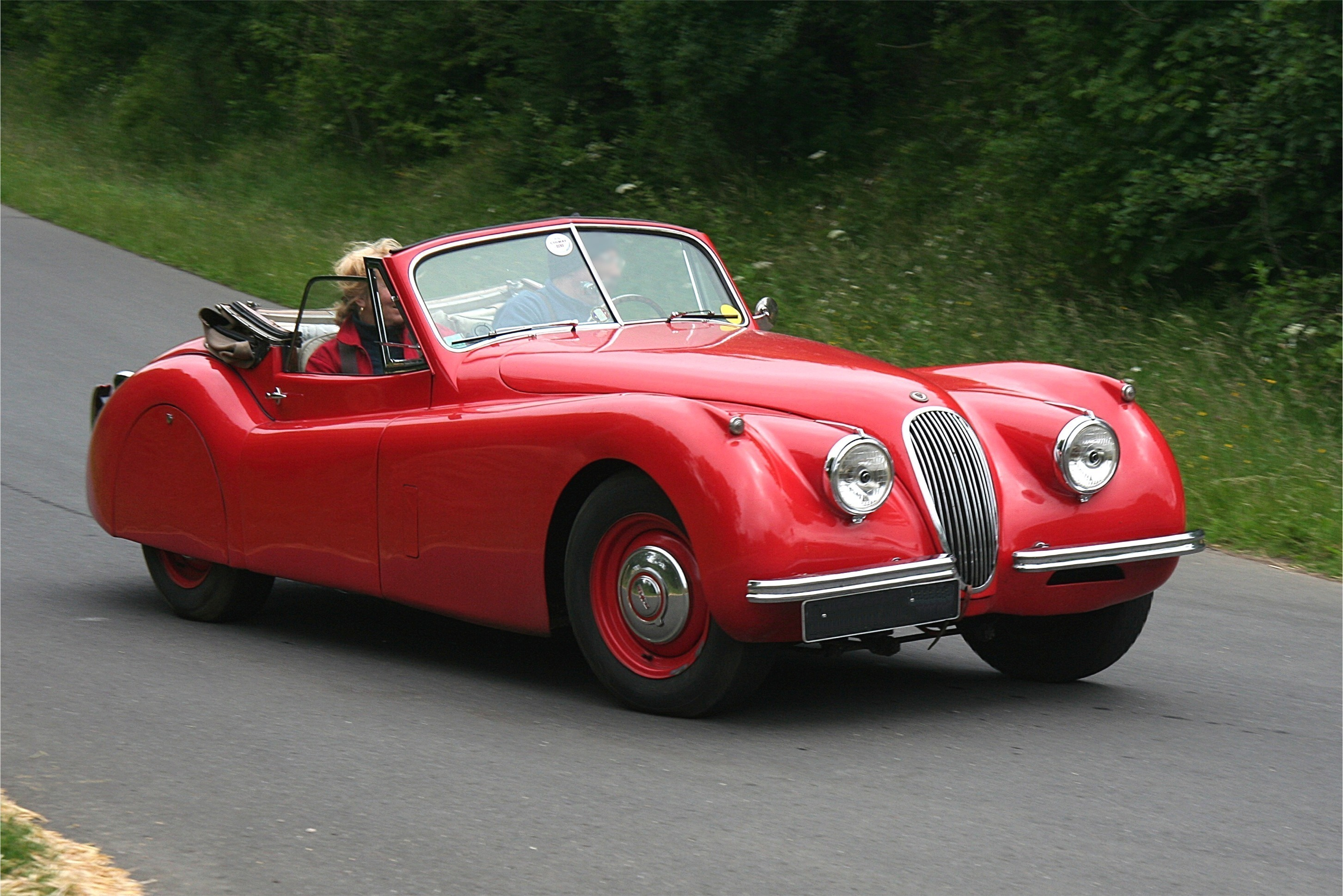
Jaguar XK120 Drop Head Coupé

| Модель                                   | Годы      | Рабочий объём | Тип                                              | Диаметр/Ход поршня | Карбюратор | Мощность                           |
| ---------------------------------------- | --------- | ------------- | ------------------------------------------------ | ------------------ | ---------- | ---------------------------------- |
| XK 120 3.4                               | 1948-1954 | 3442 см³      | 6-цилиндровый, рядный, бензиновый, ГРМ типа DOHC | 83 мм/106 мм       | 2х SU H6   | 119 кВт (162 л.с.) при 5000 об/мин |
| XK 120 3.4 SE («M» в США)                | 1951-1954 | 3442 см³      | 6-цилиндровый, рядный, бензиновый, ГРМ типа DOHC | 83 мм/106 мм       | 2х SU H6   | 134 кВт (182 л.с.) при 5300 об/мин |
| XK 120 3.4 SE (C-Type Head) («MC» в США) | 1951-1954 | 3442 см³      | 6-цилиндровый, рядный, бензиновый, ГРМ типа DOHC | 83 мм/106 мм       | 2х SU H8   | 157 кВт (213 л.с.) при 5750 об/мин |